# او-۸۹ (کریگسمارینه)
او-۸۹ (به آلمانی: U 89) یک او-بوت کریگسمارینه از نوع ۷سی بود.